# Cautethia simitia
Cautethia simitia Schaus, 1932 è un lepidottero appartenente alla famiglia Sphingidae, endemico della Colombia.

## Descrizione

### Adulto
Le informazioni relative a questa specie sono pochissime.

### Larva
Dati non disponibili.

### Pupa
Le crisalidi si rinvengono entro bozzoli posti a scarsa profondità nel sottobosco.

## Distribuzione e habitat
L'areale di questa specie è limitato alla sola Colombia (locus typicus:Simití) (D'Abrera, 1986).

## Biologia
Durante l'accoppiamento, le femmine richiamano i maschi grazie ad un feromone rilasciato da una ghiandola, posta all'estremità addominale.

### Periodo di volo
La specie è probabilmente multivoltina.

### Alimentazione
Gli adulti suggono il nettare di fiori di varie specie.
I bruchi si alimentano su foglie di membri della famiglia Rubiaceae.

## Tassonomia

### Sottospecie
Non sono state descritte sottospecie.

### Sinonimi
Non sono stati riportati sinonimi.